# Shelter Me
Shelter Me (укр. оберігають мене) — дебютний сингл американського рок-гурту COLLY, виданий 31 серпня 2018 року під лейблом Vacation Records. Як зазначив фронтмен гурту Джейк Холлен, ідея пісні запозичена з його власного життя та навіяна темою самотності через власні страхи та відчуття уразливості:
|  | Пісня "Shelter Me" розповідає про відчуття тревожності, будучи незахищеним поза межами себе настільки, що єдиним виходом є залишатися в тиші, але при цьому ви вчитеся пристосовуватись до цього. Цей процес може вплинути на стосунки з іншими людьми (що зазначено в приспіві), отже у ній розповідається про вміння здобути впевненість у собі перш, ніж намагатись знайти комфорт (прихисток) в стосунках з кимось іншим. Оригінал: "Shelter Me is about anxiety. Feeling so insecure outside yourself that you're forced into solitude, but learning to become ok with it. That process can effect relationships with other people (chorus), so it talks about finding confidence within yourself before you can find comfort in someone else." - Jake Hollen , . |

Стиль виконання пісні різниться від помірного темпу на початку до агресивного гранжевого звучання наприкінці. У жовтні 2018 року вийшла акустична версія пісні.

## Відеокліп
Відео було відзняте режисером Енді Вудалом та опубліковане в день виходу синглу. На відео показано трьох чоловіків під час прогулянки провінцією на велосипедах. Кожен з них одягнутий у маску тварини (собаки, слона та панди), що за задумом кліпу символізує приховання особистісних якостей людини з метою пошуку собі подібних. З середини відео за героями починає помірно слідувати автомобіль, від якого вони починають тікати. Наприкінці, чоловіки вибігають на залізничну колію, де їх зустрічає водій автомобіля, одягнений у маску птаха, що (ймовірно) означає його бажання приєднатися до кола головних героїв, а їхню спробу втекти підкреслюють рядки з приспіву «Моя незахищеність дає мені змогу запобігти зустрічі з подібними собі».